# Sian Clifford
Pour les articles homonymes, voir Clifford.
 (septembre 2022).
La mise en forme du texte ne suit pas les recommandations de Wikipédia : il faut le « wikifier ».
Les points d'amélioration suivants sont les cas les plus fréquents. Le détail des points à revoir est peut-être précisé sur la page de discussion.
- Les titres sont pré-formatés par le logiciel. Ils ne sont ni en capitales, ni en gras.
- Le texte ne doit pas être écrit en capitales (les noms de famille non plus), ni en gras, ni en italique, ni en « petit »…
- Le gras n'est utilisé que pour surligner le titre de l'article dans l'introduction, une seule fois.
- L'italique est rarement utilisé : mots en langue étrangère, titres d'œuvres, noms de bateaux, etc.
- Les citations ne sont pas en italique mais en corps de texte normal. Elles sont entourées par des guillemets français : « et ».
- Les listes à puces sont à éviter, des paragraphes rédigés étant largement préférés. Les tableaux sont à réserver à la présentation de données structurées (résultats, etc.).
- Les appels de note de bas de page (petits chiffres en exposant, introduits par l'outil «  Source ») sont à placer entre la fin de phrase et le point final[comme ça].
- Les liens internes (vers d'autres articles de Wikipédia) sont à choisir avec parcimonie. Créez des liens vers des articles approfondissant le sujet. Les termes génériques sans rapport avec le sujet sont à éviter, ainsi que les répétitions de liens vers un même terme.
- Les liens externes sont à placer uniquement dans une section « Liens externes », à la fin de l'article. Ces liens sont à choisir avec parcimonie suivant les règles définies. Si un lien sert de source à l'article, son insertion dans le texte est à faire par les notes de bas de page.
- La présentation des références doit suivre les conventions bibliographiques. Il est recommandé d'utiliser les modèles {{Ouvrage}}, {{Chapitre}}, {{Article}}, {{Lien web}} et/ou {{Bibliographie}}. Le mode d'édition visuel peut mettre en forme automatiquement les références.
- Insérer une infobox (cadre d'informations à droite) n'est pas obligatoire pour parachever la mise en page.

Pour une aide détaillée, merci de consulter Aide:Wikification.
Si vous pensez que ces points ont été résolus, vous pouvez retirer ce bandeau et améliorer la mise en forme d'un autre article.
Sian Clifford est une actrice britannique née le 7 avril 1982. Elle est connue pour avoir interprété Claire, sœur aînée du personnage principal de Fleabag (2016-2019) (série comique dramatique de la BBC) ou encore Martha Crawley dans la série ITV / Amazon Studios Vanity Fair (2018). En 2020, elle incarne Diana Ingram dans la série ITV Quiz.
Elle reçoit le BAFTA TV Award de la meilleure performance comique féminine pour son incarnation de Claire dans la deuxième saison de Fleabag et est nommée aux Primetime Emmy pour la meilleure actrice dans un second rôle dans une série comique. Elle reçoit également une nomination de la meilleure actrice dans un second rôle dans une série comique aux Critic's Choice Television Award,,.
Au théâtre, elle joue notamment dans Consentement au théâtre Harold Pinter, dans Douleurs de la jeunesse au Théâtre national, et dans La route de La Mecque au théâtre Arcola.

## Débuts
Clifford naît à Londres le 7 avril 1982 et grandit dans le quartier londonien d'Ealing, avec une mère assistante de direction et un père travaillant pour le conseil local. Elle a une sœur, Natalie, marchande d'art à New York. En grandissant, elle sait déjà qu'elle veut être actrice et s'inscrit à des cours de théâtre. Elle travaille pendant trois ans comme consultante en écriture avant d'être acceptée à la Royal Academy of Dramatic Art (RADA) où elle rencontre très tôt sa future partenaire d'écran Phoebe Waller-Bridge, avec qui elle se lie d'amitié. Elle y obtient une licence de théâtre en 2006,.

## Carrière

### 2006-2015: Début de carrière et théâtre
Au cours des dix premières années de sa carrière, Clifford devient une actrice prolifique du Off West End. Pendant ses débuts hors de l'école d'art dramatique, elle travaille au Theatre503 où elle participe aux productions Without Laughing, Contraction et Listening Out. En mars 2007, elle joue dans la pièce Not the End of the World au théâtre Bristol Old Vic. Son premier rôle notable est celui d'Ismene dans Burial at Thebes, produit par la Nottingham Playhouse, qui fait sa première en septembre 2007, au Centre Barbican.
En juin 2008, elle joue dans la pièce The Pendulum, écrite par Alexander Fiske-Harrison avec qui elle partage l'affiche, au Jermyn Street Theatre dans le West End . En août 2008, elle participe au festival annuel Latitude dans la pièce Public Displays of Affection . L'été suivant, Clifford apparaît dans trois productions théâtrales : en juin, elle obtient un petit rôle dans un opéra de chambre intitulé Parthenogenesis au Royal Opera House's Linbury Studio. Elle joue ensuite dans The Road to Mecca du théâtre Arcola,, et part en tournée  avec la production Is Everyone Okay? aux côtés de Phoebe Waller-Bridge,.
En septembre 2010, Clifford joue dans la pièce expérimentale adoubée par la critique Pieces of Vincent au Théâtre Arcola,,. Pendant le reste de l'automne 2010, elle a un rôle secondaire dans la pièce Pains of Youth au prestigieux Royal National Theatre ,. À la fin de l'année, Clifford tient le rôle principal dans une production originale de La Belle et la Bête, également au Royal National Theatre. La production dure pendant toute la saison de Noël et remporte l'adhésion de la critique,.
En 2014, elle est l'une des vedettes de la production de Time and the Conways du Nottingham Playhouse. Cette année-là, elle participe également à Good. Clean. Fun., une collection de courtes pièces de théâtre par Phoebe Waller-Bridge dans lesquelles apparaît une première version de Claire, personnage de Fleabag qui sera incarné par Clifford. Elle joue également dans la pièce située à l'époque victorienne Fever au théâtre Jermyn Street ,.
Au cours de sa carrière, Clifford participe également à de nombreux ateliers et lectures pour des productions du Off West End. Elle collabore souvent avec les compagnies de théâtre DryWrite et Nabakov, les metteurs en scène Vicky Jones (DryWrite), Lynsey Turner (Royal National Theatre, Theatre503) et Andrew Steggall, ainsi qu'avec l'écrivaine/actrice Phoebe Waller-Bridge.

### De 2016 à nos jours:Fleabaget la télévision
En 2016, Clifford est révélée au grand public par son rôle dans Fleabag, série dans laquelle elle incarne Claire, sœur aînée de Fleabag au caractère coincé contrastant avec le personnage éponyme.
L'année suivante, Clifford apparaît au casting de Gloria, pièce qui fait son entrée dans le Off West End au sein de la saison 2017 du théâtre Hampstead. En 2018, elle a un rôle récurrent dans la mini-série ITV Vanity Fair et participe à une des productions de Circle Mirror Transformation à Manchester. Plus tard la même année, elle compte parmi le casting de la production West End de Consentement au théâtre Harold Pinter ,.
En 2019, Fleabag revient en grande pompe. La performance de Clifford dans la série a est largement saluée par la critique et lui vaut une nomination pour l'Emmy Award de la meilleure actrice dans une série comique et le Critics 'Choice Award de la meilleure actrice dans une série comique. Elle remporte par la suite le BAFTA Television Award de la meilleure actrice dans une comédie.
La deuxième saison de Fleabag permet à Clifford d'obtenir plus de rôles au cinéma et à la télévision. En 2019, elle a un petit rôle dans A Serial Killer's Guide to Life, comédie satyrique indépendante. En 2020, Clifford a eu des rôles d'invitée dans les émissions de télévision Hitmen sur Sky One ainsi que dans Liar. En avril de la même année, elle joue aux côtés de Matthew Macfadyen dans la mini-série Quiz, basée sur le scandale de Charles Ingram, participant ayant triché à la version anglaise de Qui veut gagner des millions ? en 2001. Plus tard, Clifford est à l'affiche de la série comique Sky Two Weeks to Live.
En mai 2021, Clifford incarne Iris dans l'épisode « Lip Service » de la série britannique Inside No. 9,.

## Vie privée
Clifford est végétalienne et pratique quotidiennement la méditation. En 2016, elle lance une plateforme numérique de bien-être et de méditation appelée « Still Space ».

## Filmographie
| An                     | Titre                                                                | Rôle           | Remarques                                                        | Réfs.  |
| ---------------------- | -------------------------------------------------------------------- | -------------- | ---------------------------------------------------------------- | ------ |
| 2012                   | Expériences interdites                                               | Ida Thomas     | Documentaire télévisé (épisode : « Agent Orange, Ben Franklin ») | [ 43 ] |
| 2013                   | Inspecteur Barnaby                                                   | PC Milton      | Série télévisée (épisode: « Leçons de cruauté »)                 | [ 43 ] |
| 2014                   | Paddy                                                                | Meg            | Mini-série                                                       | [ 44 ] |
| 2016-2019              | Fleabag                                                              | Claire         | Série télévisée (12 épisodes)                                    | [ 45 ] |
| 2017                   | Fritures                                                             | Rosie          | Mini-série                                                       | [ 44 ] |
| 2018                   | Dodgy Dave                                                           | Stéphanie      | Mini-série                                                       | [ 46 ] |
| 2018                   | La Foire aux vanités                                                 | Martha Crawley | Mini-série (5 épisodes)                                          | [ 47 ] |
| 2018                   | White Lies                                                           | Maman          | Mini-série                                                       |        |
| 2020                   | Guide de survie d'un Serial Killer (A Serial Killer's Guide to Life) | Cynthia        | Film d'horreur satyrique                                         | [ 46 ] |
| 2020                   | Hitmen                                                               | Le comptable   | Série télévisée (épisode : « Money »)                            |        |
| 2020                   | Liar : la nuit du mensonge                                           | Ruby Allen     | Série télévisée (épisode : « 2.5 »)                              |        |
| 2020                   | Quiz                                                                 | Diana Ingram   | Mini-série TV (3 épisodes)                                       | [ 45 ] |
| 2020                   | The Duke                                                             | Dr Unsworth    | Film de comédie dramatique biographique                          | [ 48 ] |
| 2020                   | Two Weeks to Live                                                    | Tina Noakes    | Série télévisée (6 épisodes)                                     |        |
| 2021                   | Inside No. 9                                                         | Iris           | Série télévisée (épisode : « Sur ses lèvres »)                   |        |
| 2021-2024              | Star Wars: The Bad Batch                                             | GS-8 (voix)    | Série télévisée (épisodes : Terrain d'entente et Infiltration)   |        |
| 2022                   | Life After Life                                                      | Sylvia Todd    | Série télévisée                                                  | [ 49 ] |
| 2022                   | Coup de théâtre                                                      | Edana Romney   |                                                                  | [ 50 ] |
| 2023                   | Unstable                                                             | Anna           | Série télévisée                                                  | [ 51 ] |
| 2024                   | Doctor who                                                           | femme aimable  | Série télévisée (épisode : "L'empire de la mort")                |        |
| En cours de production | L'éléphant du magicien (The Magician's Elephant)                     | (voix)         | Film Netflix                                                     |        |